# Nyelvlecke
A Nyelvlecke 1967-ben bemutatott magyar rajzfilm, melynek Vajda Béla rövidfilmje. A Pannónia Filmstúdió készítette.

## Rövid történet
Egy külföldi a magyar nyelv rejtelmeivel ismerkedik.

## Alkotók
- Szaktanárok: Herskó János, Illés György
- Rendezte: Vajda Béla
- Operatőr: Nagy Csaba
- Vágó: Czipauer János
- Hangmérnök: Bársony Péter
- Gyártásvezető: Lakatos István
- Fő munkatárs: Maár Gyula
- Munkatársak: Pintér György, Puska Mária, Tóth Sarolta

Készítette a Pannónia Filmstúdió.